# Psychoza (powieść)
Psychoza (tytuł oryg. Psycho) – amerykańska powieść psychologiczna z 1959 autorstwa pisarza Roberta Blocha, opublikowana nakładem wydawnictwa Simon & Schuster.
Fabuła dreszczowca psychologicznego przedstawia historię Normana Batesa, kawalera w średnim wieku i właściciela przydrożnego motelu, który zmaga się z rozdwojeniem osobowości, a kontrolę nad nim przejęła dominująca osobowość zmarłej przed laty matki, przez co bohater zostaje uwikłany w serię brutalnych morderstw. Inspiracją dla Blocha do jej napisania była autentyczna historia Eda Geina, który w latach 50. dokonał serii makabrycznych zbrodni, brutalnie okaleczając swoje ofiary.
Powieść została zaadaptowana w 1960 przez Alfreda Hitchcocka, który wyreżyserował przełomowy w swojej karierze film o tym samym tytule. Książka Blocha została także luźno zaadaptowana na potrzeby serialu telewizyjnego Bates Motel, emitowanego w latach 2013–2017 przez stację A&E. Bloch napisał jeszcze dwa sequele powieści (1982, 1990), niemające żadnego związku z pozostałymi częściami filmu. Psychoza powszechnie uznawana jest za najwybitniejsze dzieło w dorobku autora oraz jedną z najbardziej inspirujących (wywierających wpływ) książek grozy XX wieku.

## Streszczenie fabuły

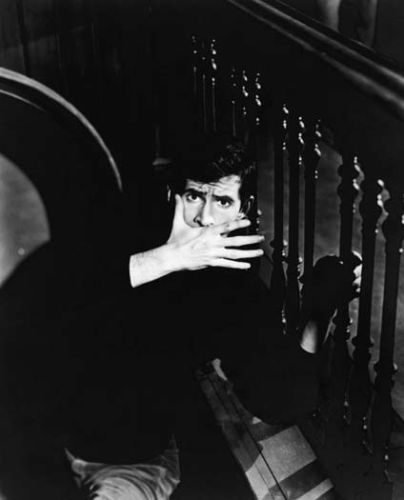
Anthony Perkins jako Norman Bates w filmowej ekranizacji z 1960

Norman Bates jest kawalerem w średnim wieku, zdominowanym przez swoją matkę, porywczą, purytańską staruszkę, która zabrania mu życia towarzyskiego. W miasteczku Fairvale w stanie Kalifornia prowadzą niewielki motel, ale od czasu, gdy plany lokalizacji autostrady uległy zmianie, interes stracił obroty. W środku gorącej dyskusji między nimi w motelu zjawia się młoda kobieta imieniem Mary Crane. Aby pomóc swojemu chłopakowi Samowi Loomisowi w problemach finansowych, kobieta ukradła jednemu z klientów biura nieruchomości (gdzie pracuje jako sekretarka) kwotę 40 tys. dolarów. Zmęczona Mary przyjmuje zaproszenie od Normana na kolację w jego domu. Wywołuje to atak zazdrości u matki Batesa, która grozi, że zabije dziewczynę.
Podczas kolacji Mary sugeruje Normanowi, aby ten umieścił swoją matkę w zakładzie psychiatrycznym, lecz mężczyzna zaprzecza, jakoby z kobietą działo się coś złego. Jak przyznaje, „wszyscy jesteśmy trochę szaleni”. Zjadłszy posiłek Mary wraca do pokoju i postanawia zwrócić skradzione pieniądze. Kilka chwil później zostaje brutalnie zasztyletowana nożem rzeźnickim pod prysznicem przez postać przypominającą starszą kobietę.
Bates, który po kolacji w wyniku spożycia zbyt dużej ilości alkoholu stracił przytomność, wraca do pokoju Mary i znajduje jej poćwiartowane zwłoki. Jest przekonany, że za morderstwem stoi jego matka. Przez chwilę rozważa jej pójście do więzienia, lecz zmienia zdanie po nocnym koszmarze, w którym widzi obraz matki zatapiającej się w ruchomych piaskach, która następnie zamienia się w niego i to on teraz zatapia się we wspomnianej kurzawce. Postanawia pozbyć się ciała Mary oraz jej rzeczy osobistych. Zatapia należący do niej samochód w pobliskim bagnie.
Tymczasem młodsza siostra Mary, Lila, opowiada Samowi o zniknięciu siostry. Do sprawy włącza się Milton Arbogast, prywatny detektyw, wynajęty przez szefa Mary, by odzyskał skradzione pieniądze. Zarówno Sam jak i Lila zgadzają się, aby to Arbogast prowadził śledztwo. Detektyw odwiedza miejscowe hotele. Wkrótce trafia do pensjonatu Batesa. Norman zeznaje, że Mary spędziła u niego jedną noc, po czym wyjechała. Gdy Arbogast usiłuje porozmawiać z matką Batesa, mężczyzna stanowczo odmawia, czym wzbudza podejrzenia detektywa. Dzwoni on od Lili informując ją, że spróbuje porozmawiać z panią Bates. Gdy wchodzi do domu, ta sama tajemnicza postać, która zamordowała Mary, zabija go brzytwą.

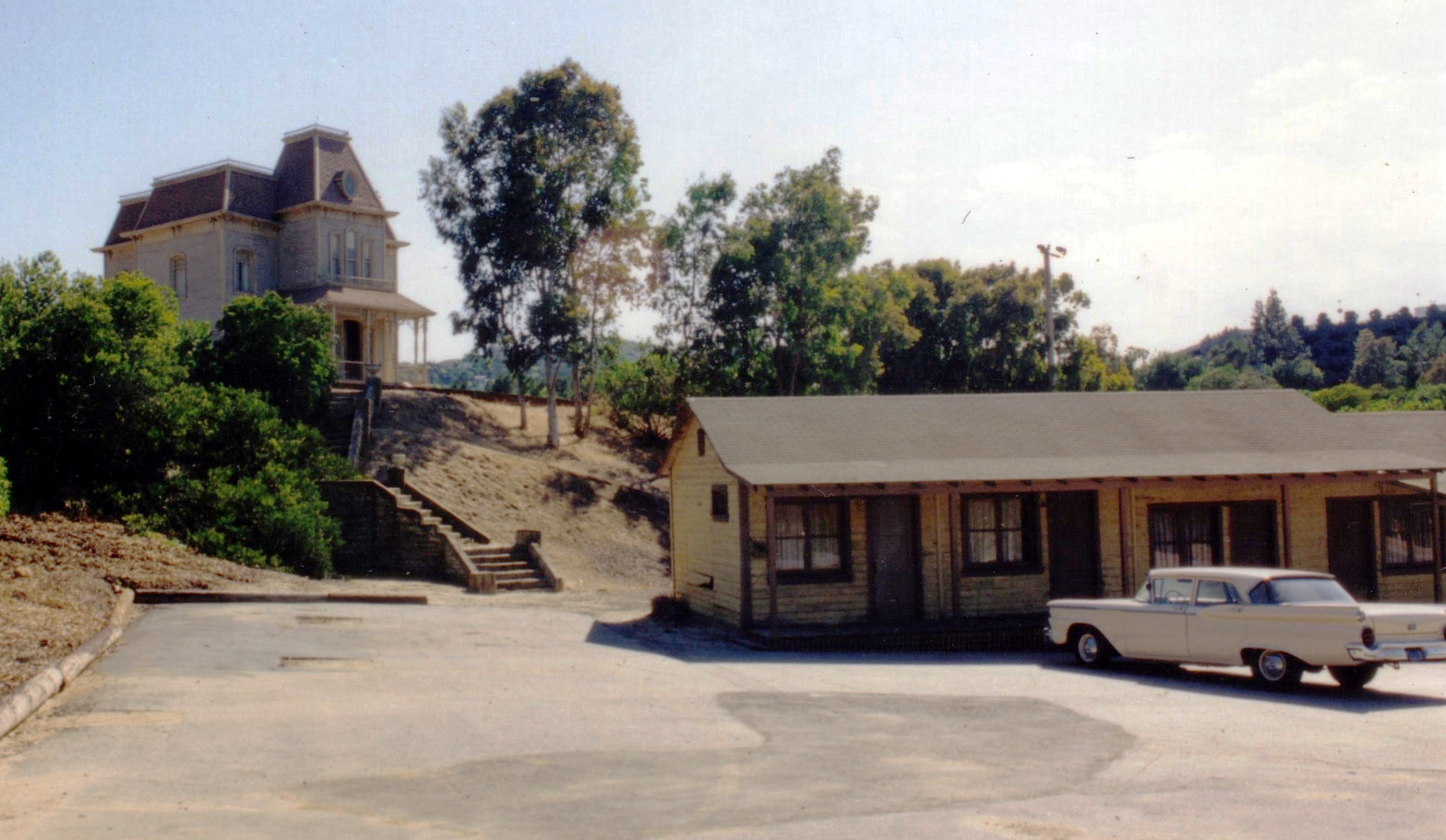
Dom i motel Normana Batesa (na terenie Universal Parks & Resorts), główne miejsce akcji

Sam i Lila udają się do Fairvale, aby poszukać Arbogasta i spotkać się z tamtejszym szeryfem. Oznajmia im on, że pani Bates nie żyje od kilku lat, kiedy to otruła siebie i swojego kochanka. Młody Norman przeszedł załamanie nerwowe i został wysłany na jakiś czas do szpitala psychiatrycznego. Chłopak Mary i jej siostra decydują się na prywatne śledztwo. Udają się do motelu Batesa. Podczas gdy Sam rozmawia z Normanem, Lila udaje się do domu mężczyzny. W sypialni Batesa znajduje książki o różnorakiej tematyce (między innymi o okultyzmie, metafizyce klasycznej) i obrazy pornograficzne. W międzyczasie Bates wyznaje Samowi, że jego matka jedynie udawała zmarłą i komunikowała się z nim, gdy był w szpitalu. Mężczyzna mówi, że Lila go oszukała i poszła do domu, gdzie czeka na nią jego matka. Norman ogłusza Sama butelką po alkoholu z której pił. W domu Lila jest przerażona, gdy odkrywa wypchane zwłoki pani Bates w piwnicy. Kiedy krzyczy do pomieszczenia wbiega postać z nożem w ręku – Norman Bates w przebraniu swojej matki. Sam odzyskuje przytomność i w ostatniej chwili obezwładnia mężczyznę.
Na posterunku policji Sam rozmawia z psychiatrą, który badał Batesa. Dowiaduje się, że mężczyzna żył z matką w całkowitym współuzależnieniu po tym, gdy jego ojciec opuścił przed laty rodzinę. Norman stał się transwestytą, przyjmując postać swojej matki. Czytał dużo książek, głównie o okultyzmie, spirytualizmie i satanizmie. Gdy jego matka związała się z Joe Considine, Bates otruł obydwoje, pozorując samobójstwo matki. Aby stłumić poczucie winy matkobójstwa, rozwinął zaburzenie dysocjacyjne tożsamości w świecie zewnętrznym. Odkopał zwłoki matki, wypchał je, i ilekroć iluzja była zagrożona, pił, przebierał się w jej ubrania oraz mówił do siebie jej głosem. Osobowość „matki” zabiła Mary, ponieważ była „ona” zazdrosna o uczucie Normana dla innej kobiety.

## Geneza

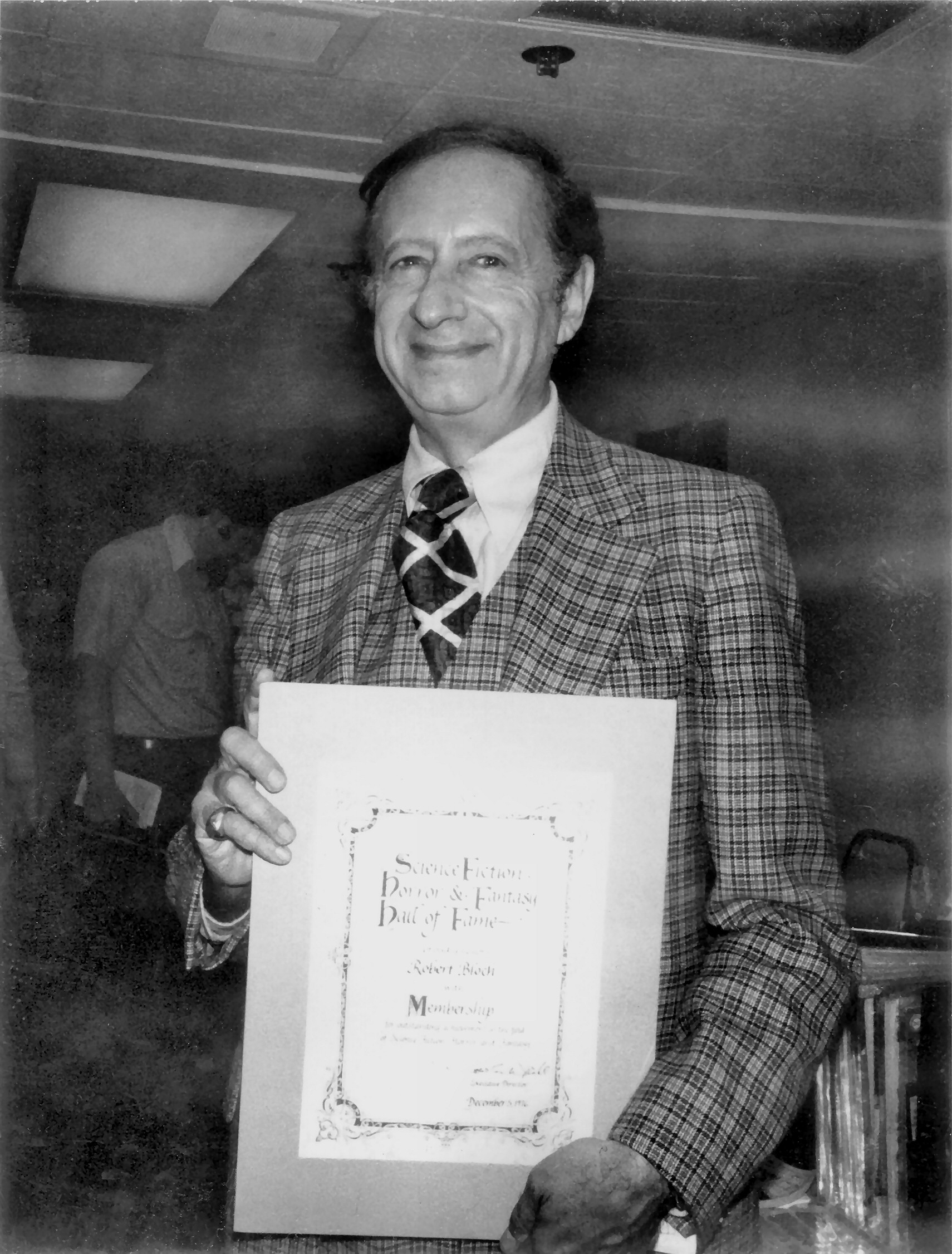
Robert Bloch, autor powieści (1976)

Główną inspiracją dla Roberta Blocha do napisania Psychozy były autentyczne wydarzenia z drugiej połowy lat 50. XX wieku. Farmer Ed Gein dokonał w małym miasteczku Plainfield w stanie Wisconsin serii makabrycznych zbrodni, brutalnie okaleczając swoje ofiary, dopuszczając się przy tym rabunku grobów i kanibalizmu. Mieszkający w owym czasie w Weyauwega (trzydzieści dziewięć mil od Plainfield) Bloch zainteresował się sprawą. W poszukiwaniu dokładnych opisów zaczął przeglądać lokalne wydanie „Weyauwega Chronicle” oraz większe gazety z Milwaukee. Jak wspominał: „Fakty były skąpe, ponieważ media nie zamierzały nagłaśniać nieprzyjemnych lokalnych wydarzeń. Dowiedziałem się tylko, że aresztowano pewnego mężczyznę po tym, jak zamordował właścicielkę miejscowego sklepu wielobranżowego, która została odkryta w jego spiżarni na farmie, zawieszona u sufitu niczym zwierzyna. Następnie policja odnalazła inne, «niesprecyzowane» dowody, które kazały wierzyć, że być może nie tylko popełnił liczne przestępstwa, ale też rozkopywał groby”.
Makabryczne fakty zainteresowały pisarza, który zaczął skrupulatnie notować wszystkie zebrane wiadomości. „Ciekawiło mnie, jak ten mężczyzna, którego nikt nawet nie podejrzewał o jakieś przewiny, w mieście, w którym kiedy ktoś kichnął na północnych krańcach, to na południowych już mówiono «na zdrowie», niespodziewanie został zdemaskowany jako masowy morderca. Zagadkę stanowiło dla mnie również to, z jakim spokojem mówili o tych jego zbrodniach jego sąsiedzi. Pomyślałem sobie: to jest doskonała historia” – argumentował.
W pierwotnym zamyśle autora, inspiracją dla Normana Batesa, głównego bohatera powieści, miał być odludek Rod Steiger. „Wymyśliłem, że powinien być właścicielem zajazdu, ponieważ miałby swobodny dostęp do nieznajomych. W tym czasie nie miałem pewności, czy morderca był też rabusiem cmentarnym. Poza tym w tamtych czasach rozprawianie o takich rzeczach w prasie nie należało do dobrego tonu. Tym bardziej nie śniło się nikomu przywoływanie takiego tematu w powieściach” – wspominał Bloch.
Przy tworzeniu odchyleń psychologicznych głównego bohatera, Bloch inspirował się teorią freudowską (choć jak przyznawał, osobiście wybrałby teorię autorstwa Carla Gustava Junga). W relacji głównego bohatera z matką autor wykorzystał kompleks Edypa, należący do kluczowych filarów teorii freudowskich.
Pierwszy szkic powieści Bloch ukończył w półtora miesiąca. Jak przyznawał, „to się właściwie samo pisało. Dodałem różnie ozdobniki po drodze, by wzmocnić moją opowieść”.

## Wydanie
Kiedy Bloch zakończył pisanie powieści, przesłał manuskrypt, zatytułowany Psychoza, swojemu agentowi Harry’emu Altshulerowi, który pracował w Nowym Jorku. Altshuler przekazał tekst wydawnictwu Harper & Row, lecz jego przedstawiciele nie byli zainteresowani powieścią i odrzucili ofertę. W następnej kolejności próbował u Claytona Rawsona, ówczesnego redaktora Simona & Schustera, który sam był pisarzem. Rawson wydał Psychozę w serii Inner Sanctum Mystery (nazwę zapożyczono z cieszącego się słuchalnością programu radiowego Inner Sanctum Mysteries z lat 40.). Bloch otrzymał zaliczkę w wysokości 750 dolarów.
Szef działu graficznego powierzył prace nad całą koncepcją tytułu Tony’emu Palladino. W opinii Stephena Rebello, autora książki o powstawaniu filmowej wersji Psychozy, „wyraziste logo zawierało litery przecięte ostrzem noża bądź też strzaskane pod wpływem krzyku czy też nawet samego szaleństwa”. Palladino w następujący sposób wspominał projekt własnego autorstwa: „Książka była wtedy na ustach wszystkich w Simon & Schuster. Tytuł był niezwykle wyrazisty, więc sprawiłem, że sam zmienił się w formę graficzną. Był o wiele mocniejszy niż jakakolwiek ilustracja. Ten facet (w powieści) był zdrowo potrzaskany, więc w ilustracji ja też pokruszyłem litery, żeby wzmocnić przekaz”.
Psychozę opublikowano 10 kwietnia 1959. Zdaniem Rebello pierwszy nakład powieści w liczbie 10 tys. egzemplarzy sprzedał się błyskawicznie. Na fali pozytywnego przyjęcia wydawnictwo Fawcett Publications zakupiło prawa do wersji kieszonkowej, która miała dziewięć dodruków w pierwszym wydaniu.

## Odbiór

### Krytyczny
Książka Blocha w momencie premiery otrzymała entuzjastyczne recenzje prasowe. Krytyk literacki „The New York Timesa” Anthony Boucher w swojej rubryce literackiej Criminals at Large napisał: „[Bloch] potrafi wzbudzić dreszcz grozy o wiele skuteczniej niż inni autorzy, po których można by się było tego spodziewać… [i] udowadnia, że wiarygodna opowieść o chorobie psychicznej może być o wiele bardziej przerażająca niż wszystkie oblicza grozy Poego i Lovecrafta razem wziętych”. Jeden z krytyków „New York Herald Tribune” określił Psychozę mianem „pomysłowej i mrożącej krew w żyłach”, a „Best Sellers” uważało ją za „straszliwie mroczną… i jednocześnie najbardziej niezwykłą opowieść roku”.

## Ekranizacje

Vera Miles, John Gavin i Janet Leigh na fotosie z filmu Psychoza (1960)

W połowie lutego 1959 Altshuler wysłał próbne kopie Psychozy do kilku studiów filmowych. 25 lutego czytający scenariusze William Pickard przedstawił swoją opinię Paramount Pictures: „Zbyt odrażające, by nadawało się na film, i szokujące nawet dla wytrwałego czytelnika. Oryginalne, bez wątpienia, a do tego autor praktykuje sprytne oszustwo, nie ujawniając aż do końca, że matka przestępcy to tylko wypchany trup. Zręcznie skonstruowane, przerażające pod koniec i dość wiarygodne. Ale niemożliwe do nakręcenia”. Za namową Altshulera Bloch, w wyniku negocjacji, odsprzedał prawa do książki MCA Inc. za kwotę 10 tys. dolarów.
W 1960 Psychoza została zaadaptowana przez angielskiego reżysera Alfreda Hitchcocka. Filmowiec zdecydował się na jej ekranizację otrzymawszy od swojej agentki Peggy Robertson pozytywną recenzję autorstwa Bouchera. Hitchcock przeczytał powieść w ciągu dwóch dni, i jak sam wielokrotnie przyznawał, do realizacji filmu przekonała go scena morderstwa pod prysznicem i charakter postaci. W rolach głównych wystąpili: Anthony Perkins (Norman Bates), Janet Leigh (Marion Crane), John Gavin (Sam Loomis) i Vera Miles (Lila Crane). Obraz Hitchcocka okazał się sukcesem komercyjnym, uzyskując między innymi cztery nominacje do nagrody Akademii Filmowej, zdobywając status kultowego i na trwałe wpisując się w historię popkultury.
W późniejszych latach powstały trzy sequele filmu: Psychoza II (1983, reż. Richard Franklin), Psychoza III (1986, reż. Anthony Perkins) i Psychoza IV: Początek (1990, reż. Mick Garris). W 1998 Gus Van Sant wyreżyserował oparty na motywach powieści Blocha remake Psychozy pod tytułem Psychol, który zebrał negatywne recenzje.